# Le Dé bleu
 (septembre 2024).
Si vous disposez d'ouvrages ou d'articles de référence ou si vous connaissez des sites web de qualité traitant du thème abordé ici, merci de compléter l'article en donnant les références utiles à sa vérifiabilité et en les liant à la section « Notes et références ».
Le Dé bleu est une ancienne maison d'édition créée à Chaillé-sous-les-Ormeaux (Vendée) par Louis Dubost et ayant publié plusieurs centaines d'ouvrages, de poésie contemporaine pour l'essentiel, de 1974 à 2009.

## Histoire
La maison trouve son nom dans un poème de René Char : « Le dé bleu du combat, … »
Au catalogue de la maison se côtoient notamment Pierre Autin-Grenier, Michel Baglin, Daniel Biga, Georges Bonnet, Hélène Dorion, Georges Drano, Ariane Dreyfus, Antoine Emaz, Albane Gellé, Georges-Louis Godeau, Luce Guilbaud, Werner Lambersy, Philippe Longchamp, Jean-Claude Martin, Bernard Mazo, Valérie Rouzeau...

### L'Idée bleue
Le Dé bleu est, par la suite, devenue une collection de la maison d'édition L'Idée bleue, toujours dirigée par Louis Dubost, jusqu'à la fin de son activité en 2009.
Depuis 2010, le catalogue de L'Idée bleue est diffusé, collection par collection, par trois éditeurs :
- Collection « Le dé bleu » : éditions Éclats d'encre
- Collection « Le farfadet bleu » : éditions Cadex
- Collection « mots-nambules » : éditions Cénomane